# 彭同祖
彭同祖（?—?），江苏溧阳人，清朝政治人物。
江苏鄉試中舉。乾隆三十五年（1770年）至乾隆三十八年（1773年），擔任利川知县。